# Willie Banks
Willie Banks (Estados Unidos, 11 de marzo de 1956) es un atleta estadounidense, especializado en la prueba de triple salto en la que llegó a ser subcampeón del mundo en 1983.

## Carrera deportiva
En el Mundial de Helsinki 1983 ganó la medalla de plata en triple salto, con un salto de 17.18 metros, por detrás del polaco Zdzisław Hoffmann (oro con 17.42 metros) y por delante del nigeriano Ajayi Agbebaku, bronce también con 17.18 metros.